# Kodonante
Kodonante (lat. Codonanthe), biljni rod epifitskih grmova i lijana iz porodice gesnerijevki smješten u podtribus Columneinae, dio tribusa Gesnerieae.. Pripadaju mu osam vrsta iz Brazila.

## Etimologija
Etimologija imena dolazi od grčke riječi kōdōn,  što znači "zvono" i anthe, što znači "cvijet". Naziv se odnosi na zvonoliki (zvonasti) oblik cvjetova..

## Opis
Codonanthe je rod koji sadrži otprilike 8 vrsta koje se uglavnom nalaze u planinskim i nizinskim šumama jugoistočnog Brazila u blizini Atlantskog oceana, i blisko je povezan s Nematanthusom i Codonanthopsisom. Za usporedbu, Codonanthe i Codonanthopsis razlikuju se po svom zemljopisnom položaju, broju kromosoma, obliku ploda i prisutnosti izdanaka vjenčića, ekstraflornih nektarija i vezivnog tkiva prašnika. Broj kromosoma: 2n = 16. 

## Vrste
1. Codonanthe carnosa (Gardner) Hanst.
2. Codonanthe cordifolia Chautems
3. Codonanthe devosiana Lem.
4. Codonanthe gibbosa Rossini & Chautems
5. Codonanthe gracilis (Mart.) Hanst.
6. Codonanthe mattos-silvae Chautems
7. Codonanthe serrulata Chautems
8. Codonanthe venosa Chautems